# Мендзибуж (Лодзинське воєводство)
Мендзибуж (пол. Międzybórz) — село в Польщі, у гміні Опочно Опочинського повіту Лодзинського воєводства.
Населення — 219 осіб (2011).
У 1975-1998 роках село належало до Пйотрковського воєводства.

## Демографія
Демографічна структура станом на 31 березня 2011 року:
|          | Загалом | Допрацездатний вік | Працездатний вік | Постпрацездатний вік |
| -------- | ------- | ------------------ | ---------------- | -------------------- |
| Чоловіки | 109     | 25                 | 65               | 19                   |
| Жінки    | 110     | 24                 | 57               | 29                   |
| Разом    | 219     | 49                 | 122              | 48                   |